# Coppa Libertadores 1967
La Coppa Libertadores 1967 fu l'ottava edizione della massima manifestazione sudamericana calcistica per club. Parteciparono 18 squadre.
Il vincitore, il Racing, si qualificò alla Coppa Intercontinentale 1967.

## Squadre qualificate
| Argentina                                                | Bolivia                                                    | Brasile                                    | Cile                                                        | Colombia                                                             |
| -------------------------------------------------------- | ---------------------------------------------------------- | ------------------------------------------ | ----------------------------------------------------------- | -------------------------------------------------------------------- |
| Racing Club (Campione del Campeonato Argentino 1966)     | Bolívar (Campione del Campeonato Boliviano 1966)           | Cruzeiro (Campione della Taça Brasil 1966) | Colo-Colo (Vicecampione del Campeonato Cileno 1966)         | Independiente Medellín (Vicecampione del Campeonato Colombiano 1966) |
| River Plate (Vicecampione del Campeonato Argentino 1966) | 31 de Octubre (Vicecampione del Campeonato Boliviano 1966) |                                            | Universidad Católica (Campione del Campeonato Chileno 1966) | Independiente Santa Fe (Campione del Campeonato Colombiano 1966)     |

| Ecuador                                               | Paraguay                                                   | Perù                                                  | Uruguay                                          | Venezuela                                                       |
| ----------------------------------------------------- | ---------------------------------------------------------- | ----------------------------------------------------- | ------------------------------------------------ | --------------------------------------------------------------- |
| Barcelona (Campione del Campeonato Eqcuatoriano 1966) | Guaraní (vicecampione del Campeonato Paraguayo 1966)       | Sport Boys (Vicecampione del Campeonato Peruano 1966) | Nacional (Campione del Campeonato Uruguayo 1966) | Deportivo Galicia (Vicecampione del Campeonato Venezolano 1966) |
| Emelec (Vicecampione del Campeonato Ecuatoriano 1966) | Cerro Porteño (Vicecampione del Campeonato Paraguayo 1966) | Universitario (Campione del Campeonato Peruano 1966)  |                                                  | Deportivo Italia (Campione del Campeonato Venezolano 1966)      |

## Prima fase

### Gruppo 1
| Squadra           | Pti | G | V | N | P | GF | GS | DR  |
| ----------------- | --- | - | - | - | - | -- | -- | --- |
| Cruzeiro          | 15  | 8 | 7 | 1 | 0 | 22 | 6  | 16  |
| Universitario     | 11  | 8 | 5 | 1 | 2 | 11 | 8  | 3   |
| Sport Boys        | 5   | 8 | 2 | 1 | 5 | 10 | 11 | -1  |
| Deportivo Galicia | 5   | 8 | 2 | 1 | 5 | 5  | 10 | -5  |
| Deportivo Italia  | 4   | 8 | 1 | 2 | 5 | 3  | 16 | -13 |

### Gruppo 2
| Squadra                | Pti | G  | V | N | P | GF | GS | DR  |
| ---------------------- | --- | -- | - | - | - | -- | -- | --- |
| Racing Club            | 17  | 10 | 8 | 1 | 1 | 29 | 7  | 22  |
| River Plate            | 15  | 10 | 6 | 3 | 1 | 29 | 9  | 20  |
| Independiente Santa Fe | 8   | 10 | 3 | 2 | 5 | 17 | 22 | -5  |
| Bolívar                | 8   | 10 | 2 | 4 | 4 | 11 | 21 | -10 |
| Independiente Medellín | 7   | 10 | 3 | 1 | 6 | 12 | 22 | -10 |
| 31 de Octubre          | 5   | 10 | 2 | 1 | 7 | 12 | 29 | -17 |

### Gruppo 3
| Squadra              | Pti | G  | V | N | P | GF | GS | DR  |
| -------------------- | --- | -- | - | - | - | -- | -- | --- |
| Nacional             | 19  | 12 | 9 | 1 | 2 | 34 | 12 | 22  |
| Colo-Colo            | 15  | 12 | 7 | 1 | 4 | 30 | 28 | 2   |
| Universidad Católica | 13  | 12 | 5 | 3 | 4 | 19 | 16 | -3  |
| Guaraní              | 10  | 12 | 4 | 2 | 6 | 18 | 15 | 3   |
| Emelec               | 9   | 12 | 4 | 1 | 7 | 16 | 24 | -8  |
| Barcelona            | 9   | 12 | 4 | 1 | 7 | 14 | 24 | -10 |
| Cerro Porteño        | 9   | 12 | 4 | 1 | 7 | 14 | 26 | -12 |

## Semifinali

### Gruppo 1
| Squadra       | Pti | G | V | N | P | GF | GS | DR |
| ------------- | --- | - | - | - | - | -- | -- | -- |
| Racing Club   | 9   | 6 | 4 | 1 | 1 | 11 | 5  | 6  |
| Universitario | 9   | 6 | 4 | 1 | 1 | 10 | 5  | 5  |
| River Plate   | 3   | 6 | 0 | 3 | 3 | 4  | 8  | -4 |
| Colo-Colo     | 3   | 6 | 1 | 1 | 4 | 3  | 10 | -7 |

### Gruppo 2
| Squadra  | Pti | G | V | N | P | GF | GS | DR |
| -------- | --- | - | - | - | - | -- | -- | -- |
| Nacional | 5   | 4 | 2 | 1 | 1 | 6  | 4  | 2  |
| Cruzeiro | 4   | 4 | 2 | 0 | 2 | 5  | 6  | -1 |
| Peñarol  | 3   | 4 | 1 | 1 | 2 | 5  | 6  | -1 |

## Finale
| Squadra 1   | Totale | Squadra 2 | And. | Rit. | Spar. |
| ----------- | ------ | --------- | ---- | ---- | ----- |
| Racing Club | 2-1    | Nacional  | 0-0  | 0-0  | 2-1   |